# Redenzione immorale
Redenzione immorale (The Man Who Japed) è un romanzo di fantascienza di Philip K. Dick, pubblicato nel 1956.

## Trama
(Philip K. Dick)
(Philip K. Dick)
Nel 2114, dopo un conflitto catastrofico avvenuto ormai da più di un secolo, il mondo è dominato da un regime politico conosciuto come il Rimor (per esteso Risanamento Morale), un sistema di governo che, nato con lo scopo di risanare l'umanità dopo la tragedia della guerra, ha finito per esasperare i suoi stessi valori etici e morali, rendendoli sempre più costrittivi e oppressivi nei confronti dei singoli individui. Se tutto viene razionalizzato e sacrificato all'efficienza e l'etica del lavoro sembra far da padrone, ogni manifestazione della propria persona, tanto pubblica quanto privata, viene passata al vaglio e giudicata: piccoli robot, chiamati balilla, spiano e registrano il comportamento di ogni singolo cittadino, mentre custodi di condomini, durante le assemblee di caseggiato, mettono in piedi veri e propri processi dove condannare qualunque genere di trasgressione (sesso extra-coniugale, uso di alcolici in pubblico, ecc.), segnando così in maniera irreversibile la vita di chi è chiamato a giudizio. Il simbolo di questo regime totalitario è il maggiore Streiter, un personaggio storico vissuto negli anni della guerra e che, di fatto, è il fondatore stesso della società del Rimor, colui cioè che ha ideato e portato avanti il processo del Risanamento Morale. A distanza di più di cent'anni, infatti, i suoi discendenti occupano ancora tutti i posti di rilievo e di comando di questa società.
In questo scenario, il protagonista Allen Purcell, uomo simbolo dei suoi tempi e modello della civiltà del Rimor, è a capo di un'agenzia di informazione e comunicazione pubblica direttamente connessa agli organi di governo. Il suo lavoro, in buona sostanza, consiste nel produrre degli sceneggiati (dai contenuti strettamente morali) che il regime, attraverso un organo mediatico dal nome di Telemedia, provvede a trasmettere a livello mondiale, su qualunque mezzo di comunicazione di massa. Si tratta di un incarico di alta responsabilità, finalizzato al controllo dell'opinione pubblica e al perpetuarsi dei valori etici del Rimor.
Paradossalmente, però, nella psiche di Allen qualcosa sembra ribellarsi a tutto ciò senza che lui ne abbia addirittura coscienza. In uno stato pressoché di sonnambulismo, compie a più riprese un atto vandalico nei confronti della statua del maggiore Streiter, un monumento eretto a memoria del maggiore in mezzo al Parco di Nuova New Nork, ma il misfatto non viene scoperto. Negli stessi giorni, per ironia della sorte, riceve anche la proposta di diventare direttore di Telemedia, una carica di grande valore etico e sociale, e così, pressato dagli avvenimenti, si decide a far chiarezza su se stesso, contattando un noto centro psichiatrico conosciuto come Resort della Salute Mentale. A sua insaputa, però, lo psicanalista che l'ha in cura, il Dr. Malparto, lo narcotizza e lo spedisce in un pianeta satellite del Resort, dal nome di Altro Mondo, una sorta di mondo al contrario rispetto alla società del Rimor, dove ozio e edonismo sono i valori in auge. Una nuova vita e una nuova identità aspettano Allen su Altro Mondo, nella ricostruzione della città di Chicago, e qui scoprirà addirittura di avere una nuova moglie, che altri non è se non la sorella del Dr. Malparto.
Scoperto l'inganno, però, Allen fugge e torna sulla Terra, dissociandosi così dal Resort della Salute Mentale e dalla terapia di "fuga esistenziale" da esso propinata. Al suo ritorno, tuttavia, scopre di essere indagato per una presunta relazione extra-coniugale con la sig.na Malparto, una situazione che ben presto degenera in un vero e proprio scandalo.
Ormai caduto in disgrazia a seguito delle accuse mossegli contro, Allen decide comunque di andare avanti fin che può e rivendicare una volta per tutte la sua libertà di pensiero e di parola, riportando un po' di equilibrio in un mondo fondamentalmente squilibrato. Decide allora, sfruttando la sua occupazione di direttore di Telemedia, di mettere in piedi lo spettacolo televisivo più "immorale" che si sia mai visto, deridendo così gli estremismi della società Rimor.

## Temi ricorrenti
- Scenario post-bellico e colonizzazione planetaria: la Terra è parzialmente devastata dai bombardamenti nucleari avvenuti circa un secolo e mezzo prima, che hanno reso intere città completamente inabitabili o, tutt'al più, meta di fuggiaschi ostili al regime (i personaggi di Gates e Sugermann, per esempio, si rifugiano ad Hokkaido, una landa desolata ricoperta solo più di macerie); l'estrema conseguenza è la colonizzazione di altri pianeti, in cui riversare le masse in sovrabbondanza della popolazione terrestre.
- Controllo e censura governativa: controllo oppressivo e totalitario della società da parte del regime, che esercita pieni poteri sui mass media (Telemedia, ad esempio, è un organo di governo a pieno titolo) al fine di propagandare la propria ideologia; censura delle opere letterarie ante-belliche, bandite dal mercato per via dei valori "immorali" e contrari all'ideologia del Rimor (si pensi al romanzo Ulisse di James Joyce, ripescato dalle macerie di Hokkaido e destinato al mercato di contrabbando); nazionalizzazione di beni immobili quali i condomini residenziali, inclusi quelli destinati ai ranghi più alti della società (è il caso del condominio in cui vive Allen, in cui è in atto una vera e propria lotta per accaparrarsi anche solo un monolocale in locazione).
- Stato di polizia: oppressivo sistema di controllo diretto con modalità poliziesche e militaresche (i balilla, le custodi dei condomini simili a giudici, le Coorti del maggiore Streiter) e comandato dai discendenti del maggiore.
- La moralità: la civiltà umana, in risposta alla degenerazione e all'anarchia del dopoguerra, si è rifugiata in un mondo estremamente moraleggiante e oppressivo, in cui ogni aspetto della propria vita, sia esso pubblico che privato, viene spiato e messo alla gogna di fronte a tutti, in maniera morbosa (è quanto accade, ad esempio, durante le assemblee di condominio, condotte come pubblici processi con tanto di giudici, ovvero le custodi, e giurie, ossia gli inquilini del caseggiato, in un clima simile a una caccia alle streghe).[3]
- Il lavoro: società fortemente improntata sull'etica del lavoro e della produzione (gli autofac, la colonizzazione di altri pianeti e la pianificazione del lavoro nelle colonie planetarie), al punto da condizionare l'identità stessa dell'individuo (è il caso di Mayron Mavis, l'ex direttore di Telemedia che, dopo otto anni di servizio, è costretto a lasciare il posto per l'eccessivo stress accumulato); è proprio grazie al suo lavoro, tuttavia, che Allen trova il modo di irridere la società.
- L'immoralità: al sistema oppressivo e moraleggiante del Rimor si oppone l'alternativa di un mondo "immorale" e licenzioso (il pianeta satellite di Altro Mondo e il Resort della Salute Mentale che gli sta a capo), che propone come stile di vita i valori dell'ozio e dell'edonismo[4][5]; si tratta di una vera e propria "fuga esistenziale", una sorta di terapia proposta dal Resort della Salute a chi non è più in grado di reggere i ritmi del Rimor.[6] A ben vedere, però, questo mondo non è altro che il rovescio della medaglia di una società fondamentalmente squilibrata, che non trova altro sfogo se non negli estremismi delle ideologie sociali.[7]
- Il senso dell'umorismo e l'irrisione: alla severità e alle ristrettezze dei "nuovi Puritani"[8] che guidano il mondo Allen risponde con ciò che Dick chiama senso dell'umorismo,[9] un sistema di "autodifesa" dalle "autorità insane" portato avanti con i metodi di un fool che irride e sbeffeggia la società, dissacrandone i suoi ideali.[8] Non si tratta di una semplice presa in giro, una beffa fine a se stessa, ma semmai, come Gretchen intuisce intelligentemente, di un modo estremo di riportare un po' di equilibrio in un sistema ormai degenerato e nefando.[10]
- Realtà/Illusione: il viaggio su Altro Mondo è una fuga illusoria dalla realtà, una costruzione fittizia di un mondo fintamente utopico: durante la permanenza nella finta Chicago, infatti, la casa in cui Allen viene condotto nel tentativo di convincerlo a seguire Gretchen lontano dal Rimor si distrugge sotto ai suoi occhi, così come tutta l'illusione e la falsa identità che il Resort gli aveva costruito attorno.
- Le donne: contrapposizione fra le figure femminili di Gretchen Malparto e Janet Purcell, la moglie di Allen. Janet è una donna affettuosa e legata a suo marito[11] ma, allo stesso tempo, è un personaggio insicuro che ha bisogno proprio di Allen per sopportare i soprusi del Rimor (Gretchen, in un attimo di collera, la definisce come "la mogliettina timorosa" di Allen[12]). Al contrario, Gretchen è una figura più ambigua e subdola,[11] difficilmente riassumibile nella sua interezza (poco si sa del suo passato e non si ha più traccia di lei nel finale del libro); donna apparentemente forte e ribelle (su Altro Mondo, per esempio, si presenta come una moglie infedele), nella sua ultima apparizione esce di scena con tristezza per la decisione di Allen, al quale è legata per motivi che vanno ben al di là di lui e dei fatti narrati, motivi non pienamente spiegati nel racconto (dalle parole relative a sua figlia Donna, frutto della relazione fra Gretchen e un uomo non meglio specificato, si intuisce un certo malessere nella vita della donna e un tentativo da parte sua di rimettere assieme i pezzi di una relazione fallita, dando così di nuovo un padre alla bambina[13]).

## Analogie con altri romanzi
Redenzione immorale presenta molte analogie con 1984 di George Orwell (scritto nel 1949). Entrambi i romanzi sono ambientati in un futuro distopico. Entrambi parlano di un regime totalitario che tiene sotto controllo assoluto l'individuo. A differenza di Orwell, Dick introduce ironia e umorismo, in efficace contrasto con l'estremo puritanesimo in cui è immersa la società.
Come avveniva in Fahrenheit 451 di Ray Bradbury, anche qui la letteratura è messa al bando e sopravvive solo nelle zone contaminate del pianeta come vero e proprio oggetto di culto.

## Edizioni
- (EN) Philip K. Dick, The Man Who Japed, Ace Books, 1956,  p. 160.
- Philip K. Dick, Redenzione immorale, collana Galassia n° 43, Casa Editrice La Tribuna, 1964.
- Philip K. Dick, Redenzione immorale, traduzione di Lucia Morelli, collana Urania n° 1013, Arnoldo Mondadori Editore, 1986.
- Philip K. Dick, Redenzione immorale, a cura di Introduzione e cura di Giuseppe Lippi, traduzione di Lucia Morelli, collana Classici Urania n° 256, Arnoldo Mondadori Editore, 1998,  p. 205, ISSN 1120-4966.
- Philip K. Dick, Redenzione immorale, a cura di Introduzione e cura di Carlo Pagetti, traduzione di Tommaso Pincio, collana Immaginario Philip K. Dick, Fanucci Editore, 2011, ISBN 978-88-347-1776-9.